# Cornelis Reijersen

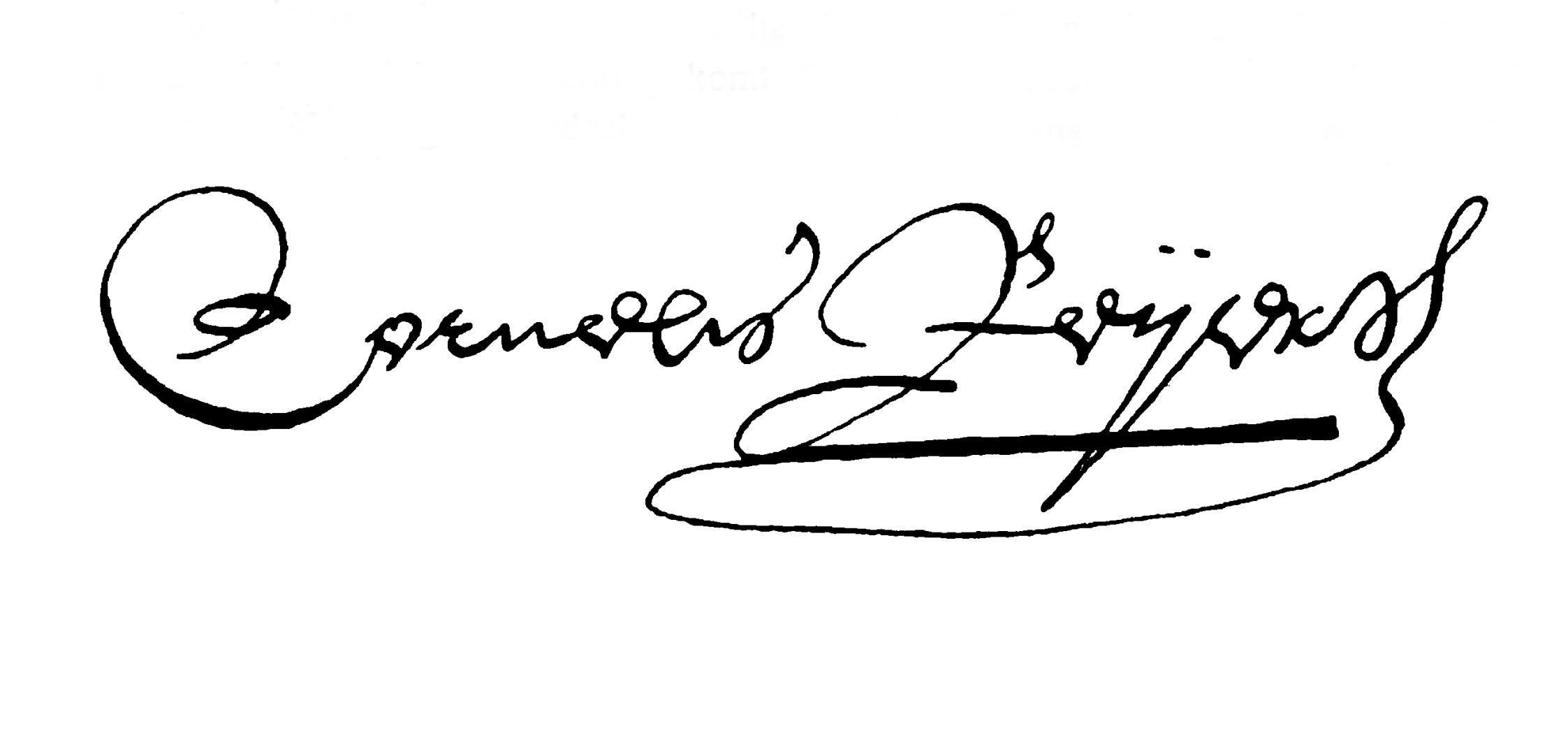
Reijersens Signatur

Cornelis Reijersen, auch Cornelis Reyersz (* ?; † 12. April 1625 vor Madagaskar), war ein niederländischer Kaufmann, Schiffer und Kommandant in Diensten der Niederländischen Ostindien-Kompanie. Er leitete im Jahr 1622 einen Angriff auf das portugiesische Macau und veranlasste die Gründung niederländischer Forts auf Penghu und Taiwan (Fort Zeelandia).

## In Niederländisch-Indien
Reijersen reiste im Januar 1610 als Kapitän der Ter Goes mit der Flotte des ersten Generalgouverneurs von Niederländisch-Indien Pieter Both nach Asien und kam im Dezember in Bantam an. 1614 war er im indischen Pulicat und wirkte an der erfolgreichen Verteidigung des Forts Geldria gegen einen portugiesischen Angriff mit. Im folgenden Jahr kehrte er in die Niederlande zurück.
Im Jahr 1620 ging Reijersen zum zweiten Mal nach Asien und wurde in Batavia mit der Ausrüstung von Schiffen betraut. Zudem war er Mitglied des Rats von Indien.

## Angriff auf Macau
Mit dem Ziel, den Portugiesen den lukrativen Seidenhandel mit China streitig zu machen, wurde Reijersen von Generalgouverneur Jan Pieterszoon Coen im April 1622 auf eine Expedition entsandt, um gegen Macau vorzugehen oder, falls dies nicht möglich sei, sich um die Errichtung eines niederländischen Handelsstützpunktes an der chinesischen Küste zu bemühen.
Reijersen langte am 22. Juni vor Macau an und beschloss, die Stadt zu Wasser und zu Land anzugreifen. In der drei Tage dauernden Schlacht von Macau erlitten die Niederländer eine schwere Niederlage und wurden zurückgeschlagen, wobei Reijersen schwer verwundet wurde.

## Konflikt mit China

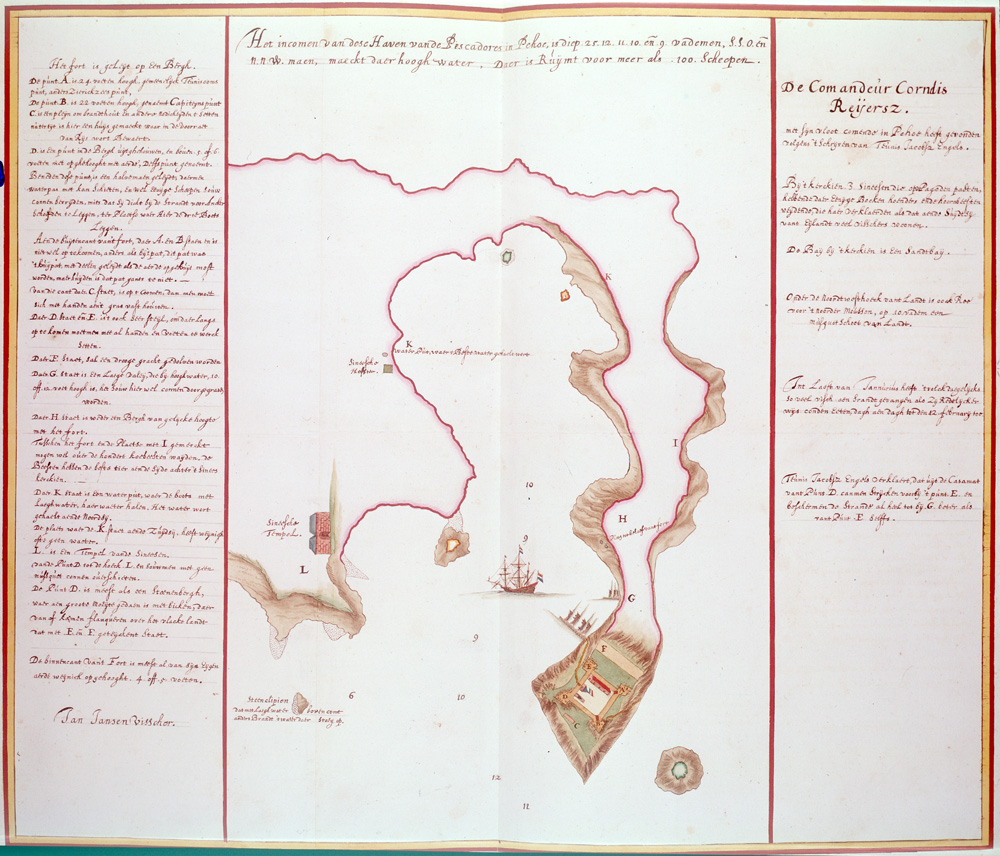
Das Fort auf Penghu (Pescadoren)

Reijersen erkundete nun Taiwan (Formosa) und besetzte die Inselgruppe der Pescadoren, auf deren Hauptinsel Penghu ein Fort gebaut wurde. Gleichzeitig verlangte Reijersen vom chinesischen Gouverneur von Fujian, seine Häfen der Ostindien-Kompanie zu öffnen. Die Chinesen lehnten ab und forderten die Niederländer auf, die Pescadoren zu verlassen und sich auf das von China nicht beanspruchte Taiwan zurückzuziehen. Reijersen begann daraufhin, chinesische Schiffe und Häfen anzugreifen.
In den folgenden zwei Jahren bewaffneten Konflikts konnte Reijersen nichts erreichen, vielmehr erschien am 30. Juli 1624 eine chinesische Flotte von 5000–10.000 Mann vor den Pescadoren und begann die Belagerung der niederländischen Festung. Der inzwischen zum Kommandanten ernannte Martinus Sonck musste kapitulieren und die Niederländer zogen sich nach Taiwan zurück, wo Elie Ripon im Auftrag der Kompanie bereits mit der Errichtung eines Stützpunkts auf dem Gebiet des heutigen Anping, des späteren Forts Zeelandia, begonnen hatte.

## Tod
Reijersen verließ Formosa im November 1624 und kehrte nach Batavia zurück. Im Januar 1625 brach er als Kommandant dreier Schiffe, der Hollandia, der Middelburg und der Gouda nach Europa auf. Im Indischen Ozean geriet die Flotte einen Sturm, in dem die Gouda sank. Zur Reparatur der beschädigten Schiffe segelte man nach Madagaskar in die Bucht von St. Lucia (heute Tolagnaro), wo Reijersen am 12. April starb und auf einer Insel in der Bucht begraben wurde.